# María Molina Molero
María Molina Molero (Cornellà, 9 de maig del 2000) és una futbolista catalana que juga com a defensa al València CF.
Formada al planter del RCD Espanyol, debuta en Primera Divisió la temporada 2017-18. El 2020, fitxa pel FC Barcelona, romanent dos anys a l'equip blaugrana fins que l'estiu del 2022 fitxa pel València CF.
El febrer de 2023 fou seleccionada per la Selecció Espanyola sub-23.